# 解学智
解学智（1957年4月—），男，辽宁黑山人，中华人民共和国政治人物。东北财经大学财政系毕业，中国人民大学财政金融系经济学博士，教授、博士生导师。

## 生平

### 早年经历
1976年7月，19岁的解学智响应“上山下乡”的号召，在辽宁省黑山县四间房公社插队。“高考”恢复后，于1978年考入原辽宁财经学院（后更名为东北财经大学）财政系。1982年毕业后，留校任教。1986年6月加入中国共产党。历任助教、讲师、教研室主任，税务系副主任、主任，1994年6月，出任东北财经大学校长助理。

### 仕途
1996年4月，解学智调入财政部，成为财经官僚，历任人事教育司副司长，税制税则司司长，税政司司长。2002年9月外放西藏，任自治区政府副主席。2004年10月回到中央，任全国社会保障基金理事会副理事长。
2007年4月，任中华人民共和国国家税务总局副局长、党组成员。2012年4月，任中华人民共和国国家税务总局副局长、党组副书记。2012年，在中共十七大当选为中共第十七届中央纪律检查委员会委员。
2015年3月，任中国农业发展银行董事长。2018年1月，当选第十三届全国政协委员。